# Jean-Jacques de Gaiffier d'Emeville
Jean Jacques François Joseph de Gaiffier d'Emeville (Namen, 1 oktober 1759 - Evere, 1 juni 1837) was een Zuid-Nederlands hoger ambtenaar en edelman. 

## Levensloop
De familie de Gaiffier werd in 1635 voor het eerst in de erfelijke adel bevestigd. Pierre-Paul de Gaiffier (1681-1772), heer van Emeville, lid van de Tweede stand van het graafschap Namen had een zoon, Pierre de Gaiffier (1727-1780), eveneens lid van de adel in Namen. Die had twee zoons, onder wie de hier behandelde Jean de Gaiffier d'Emeville. Hij promoveerde tot licentiaat in de rechten en werd advocaat bij de Grote Raad van Mechelen. In de Franse tijd was hij raadslid in het departement Samber en Maas. 
In 1795 trouwde hij met Marie-Joséphine van de Velde de Melroy (1775-1828). Ze kregen twaalf kinderen, met afstammelingen tot heden.
In 1815, onder het Verenigd Koninkrijk der Nederlanden, werd de Gaiffier benoemd tot lid van de Raad van State, een ambt dat hij uitoefende tot in 1830. In 1827 werd hij benoemd in een commissie die advies moest geven over de te nemen maatregelen voor het invoeren van de op 18 juni gesloten overeenkomst met de Heilige Stoel.
In 1816 werd hij in het Verenigd Koninkrijk der Nederlanden erkend in de erfelijke adel en benoemd in de Ridderschap van de provincie Namen. In 1820 kwam daar nog de titel van ridder bij, overdraagbaar bij eerstgeboorte. In 1828 werd dit verhoogd tot burggraaf, eveneens overdraagbaar bij eerstgeboorte. Na 1830 bleef hij als ambteloos burger in België wonen.